# Синсинати Бенгалс
„Синсинати Бенгалс“ (на английски: Cincinnati Bengals) е клуб за американски футбол в Синсинати, Охайо. Състезава се в Северната дивизия на Американската футболна конференция на Националната футболна лига.
Отборът е основан през 1968 г. и е десетият и последен член на Американската футболна лига (АФЛ). Създателят на отбора, Пол Браун, първоначално е против идеята „Бенгалс“ да участва в АФЛ, но след като научава, че АФЛ и Националната футболна лига ще се обединят и отборът му ще е част от НФЛ, склонява.
„Синсинати“ има две участия в Супербоул през 80-те години на 20 век, като и двата пъти губи от Сан Франциско Фортинайнърс.

## Факти
Основан: през 1968; присъединява се към Националната футболна лига през 1970 година при сливането на двете главни професионални футболни лиги по времето – Националната футболна лига (НФЛ) и Американската Футболна Лига (АФЛ).
Основни „врагове“: Кливлънд Браунс, Питсбърг Стийлърс
Носители на Супербоул: (0)
Шампиони на конференцията: (3)
- АФК: 1981, 1988, 2021

Шампиони на дивизията: (10)
- АФК Център: 1970, 1973, 1981, 1988, 1990
- АФК Север: 2005, 2009, 2013, 2015, 2021

Участия в плейофи: (15)
- НФЛ: 1970, 1973, 1975, 1981, 1982, 1988, 1990, 2005, 2009, 2011, 2012, 2013, 2014, 2015, 2021